# Capitão (Rio Grande do Sul)
Capitão é um município brasileiro do estado do Rio Grande do Sul.

## Geografia
Localiza-se a uma latitude 29º16'08" sul e a uma longitude 51º59'22" oeste, estando a uma altitude de 465 metros.
Possui uma área de 70,176 km² e sua população estimada em 2004 era de 2.751 habitantes.